# Йоцуцудзі Цуґуко
Йоцуцу́дзі Цу́ґуко (яп. 四辻継子, よつつじつぐこ; ? — ?) — дружина Імператора Ґо-Мідзуноо. Наложниця. Донька Йоцуцудзі Суецуґу.

## Біографія
Рік народження невідомий.
17 листопада 1645 року поступила на службу в Імператорський палац.
Була наложницею Імператора Ґо-Мідзуно. Мала титул тимчасової фрейліни-радника.
Дата смерті і місце поховання невідомі.

## Родина
| Батько:     | Йоцуцудзі Суецуґу     | (1581—1639) |  | Тимчасовий старший радник.           |
| Мати:       | невідомо              | (?—?)       |  | .                                    |
| Чоловік     | Імператор Ґо-Мідзуноо | (1559—1680) |  | 108-й Імператор Японії.              |
| 1-й син:    | Сонко                 | (1645—1680) |  | 2-й настоятель монастиря Тіон'їн.    |
| 2-й син:    | Сей'їн                | (1651—1680) |  | 183-й і 186-й патріарх секти Тендай. |
| 1-а донька: | Бунсацу               | (1654—1683) |  | прийняла чернечий постриг 1663 року. |